# 2019 SHINHWA 21st ANNIVERSARY CONCERT "CHAPTER 4"
《OUR PRECIOUS - 2019 SHINHWA 21th ANNIVERSARY CONCERT "CHAPTER 4"》(혹은 신화 21주년 콘서트)는 그룹 신화의 데뷔 21주년 콘서트이다.

## 개요
2019년 1월 21일, 신화컴퍼니는 공식 홈페이지를 통해 콘서트 일정에 앞서 21주년 프로젝트의 일환으로서 신화의 4번째 막을 알리는 컨셉의 티저 이미지를 공개하였으며 뒤이어 2월 27일, 신화 21주년 기념 콘서트 일정을 공개하였다. 티켓 예매는 인터파크를 통해 2월 1일에 시작되었고 팬클럽 회원에 한해서 선예매가 진행되었다. 신화는 2일간의 콘서트를 통해 2만 2천여명의 누적관객을 기록하였다.

## 투어 일정
| 일정            | 도시 | 국가     | 장소             | 관객 동원     |
| --------------- | ---- | -------- | ---------------- | ------------- |
| 2019년 4월 20일 | 서울 | 대한민국 | 올림픽체조경기장 | 통산 22,000명 |
| 2019년 4월 21일 | 서울 | 대한민국 | 올림픽체조경기장 | 통산 22,000명 |

## 세트 리스트
- CHAPTER 1 VCR (1998 ~ 2002) -
- 해결사 (The Solver)
- Only One
- Perfect Man
- Wild Eyes

- Ment -
- 소망 (Desire)
- Trippin'
- I Pray 4 U
- Jam #1

- CHAPTER 2 VCR (2003 ~ 2008) -
- Brand New
- Oh!
- Shooting Star

- Ment -
- 흔적 (Destiny Of Love)
- 약한 남자 (Emotional Man)
- 열병 (Crazy)

- CHAPTER 3 VCR (2011 ~ 2018) -
- Venus
- This Love
- 표적 (Sniper)

- Ment -
- Kiss Me Like That
- 오렌지 (Orange)
- Stay (Sampling By 'Oh Nanana' From Bonde R300)
- Welcome

- CHAPTER 4 VCR (NOW) -
- All Your Dreams
- T.O.P (Twinkling Of Paradise)
- LEVEL

- Ment -
- Voyage
- 별 (Like A Star)

- Encore -
- 으쌰! 으쌰!
- Time Machine
- RUN
- Yo! (악동보고서)

- Ending-

## 제작
- 주최, 제작 : EMK 뮤지컬컴퍼니
- 후원 : 신화컴퍼니, 인터파크